# حاجی‌بالا ابوطالبوف
حاجی‌بالا ابوطالبوف (ترکی آذربایجانی: Hacıbala İbrahim oğlu Abutalıbov)، زاده ۱۳، مه ۱۹۴۴ در ترکمن باشی) سیاست‌مدار آذربایجانی که شهردار کلانشهر باکو، پایتخت جمهوری آذربایجان را از سال ۳۰ ژانویه سال ۲۰۰۱ تا ۲۱ آوریل سال ۲۰۱۸ و به مدت ۱۷ سال برعهده داشت. در ۲۱ آوریل سال ۲۰۱۸ به عنوان معاون نخست‌وزیر جمهوری آذربایجان منصوب گردید. وی عضو و از حامیان حزب آذربایجان نوین، حزب وابسته به ریاست جمهوری و قدرتمندترین حزب این کشور می‌باشد. ابوطالبوف دارای تحصیلات آکادمیک در رشته فیزیک از دانشگاه دولتی باکو و تحصیلات خود تا مدرک دکتری را در آکادمی ملی علوم روسیه واقع در سنت پترزبورگ و در مؤسسه فیزیک، فنی و مهندسی لوفو گذرانده است. وی سابقه فعالیت در بخش فیزیک آکادمی ملی علوم آذربایجان را در کارنامه خود دارد. حاجی بالا ابوطالبوف متأهل و صاحب دو فرزند پسر می‌باشد.